# 1,1,1-tribromopropano
El 1,1,1-tribromopropano es un halogenuro de alquilo con fórmula molecular C3H5Br3.